# Neolitsea acuminatissima
Neolitsea acuminatissima H.W.Li – gatunek rośliny z rodziny wawrzynowatych (Lauraceae Juss.). Występuje naturalnie na Tajwanie. 

## Morfologia
PokrójZimozielone drzewo o nagich gałęziach.
LiścieNaprzemianległe lub prawie okółkowe zebrane na końcach gałęzi. Mają kształt od lancetowatego do owalnie lancetowatego. Mierzą 6–9 cm długości oraz 2–2,5 cm szerokości. Nasada liścia jest od klinowej do ostrokątnej. Blaszka liściowa jest o spiczastym wierzchołku. Ogonek liściowy jest nagi i dorasta do 10–15 mm długości.
KwiatySą niepozorne, jednopłciowe, zebrane po 4 w baldachy, rozwijają się w kątach pędów.
OwoceMają jajowaty kształt, osiągają 7–10 mm długości, osadzone w krążkowej miseczce.

## Biologia i ekologia
Roślina dwupienna. Rośnie w wiecznie zielonych lasach. Owoce dojrzewają od października do listopada.